# Marko Albert
Pour les articles homonymes, voir Albert.
Marko Albert, né le 25 juin 1979 à Tallinn, est un triathlète professionnelle estonien, triple champion de triathlon d'Estonie et vainqueur sur distance Ironman.

## Biographie

### Jeunesse
Marko Albert est né et a grandi à Nõmme, arrondissement de Tallinn (Comté de Harju). Nageur de formation, après onze ans dans les bassins comme champion étudiant de sa région, il commence le triathlon en 1997, avec comme modèle le triathlète estonien Kirill Litovtšenko. Il obtient un master d'économie à l'Université de Tartu, il rentre dans l'armée estonienne comme membre de l'équipe sportive des Forces de défense

### Carrière en triathlon
Marko Albert a accumulé six places dans le « Top 10 » d'épreuves de coupe du monde dont deux fois deuxième à Rio de Janeiro en 2004 et New Plymouth en 2006). Il a participé à deux olympiades, celle d'Athènes où il finit 21e et  celle de Pékin 41e. Son meilleur résultat est en 2014 à l'Ironman Nouvelle-Zélande où il remporte l'épreuve devant Cameron Brown et Terenzo Bozzone, il atteint ainsi un objectif et un rêve vieux de quinze années.

### Vie privée et professionnelle
Vivant à Nõmme avec sa femme et ses deux enfants, il a pour loisirs le cinéma et la lecture ainsi que la pratique d'autres sports. Il tend à de devenir entraîneur et d'acquérir un diplôme de maîtrise en administration des affaires, qu'il n'a pu obtenir faute de temps à l'Université de Tartu au début de sa carrière de triathlète.

## Palmarès
Le tableau présente les résultats les plus significatifs (podium) obtenus sur le circuit national de international de triathlon et de duathlon depuis 2001,.
| Année | Compétition                                | Pays             | Position           | Temps           |
| ----- | ------------------------------------------ | ---------------- | ------------------ | --------------- |
| 2017  | Ironman 70.3 Victoria                      | États-Unis       | Médaille d'or      | 3 h 58 min 36 s |
| 2014  | Ironman Nouvelle-Zélande                   | Nouvelle-Zélande | Médaille d'or      | 8 h 17 min 33 s |
| 2013  | Championnat d'Estonie de duathlon          | Estonie          | Médaille d'or      | 2 h 7 min 47 s  |
| 2013  | Ironman Nouvelle-Zélande                   | Nouvelle-Zélande | Médaille d'argent  | 8 h 25 min 30 s |
| 2012  | Championnat d'Estonie de triathlon         | Estonie          | Médaille d'or      | 1 h 54 min 6 s  |
| 2012  | Ironman 70.3 Racine                        | États-Unis       | Médaille d'or      | 3 h 59 min 23 s |
| 2011  | Ironman Autriche                           | Autriche         | Médaille de bronze | 8 h 8 min 17 s  |
| 2010  | Ironman 70.3 Austin                        | États-Unis       | Médaille d'argent  | 3 h 55 min 6 s  |
| 2006  | Coupe du monde - l'étape de New Plymouth   | Nouvelle-Zélande | Médaille d'argent  | 1 h 51 min 31 s |
| 2004  | Coupe du monde - l'étape de Rio de Janeiro | Brésil           | Médaille d'argent  | 1 h 49 min 44 s |
| 2002  | Coupe d'Europe - étape de Copenhague       | Danemark         | Médaille de bronze | 1 h 47 min 29 s |
| 2002  | Championnat d'Estonie de triathlon         | Estonie          | Médaille d'or      | Timing          |
| 2001  | Championnat d'Estonie de triathlon         | Estonie          | Médaille d'or      | Timing          |